# ゆめタウン蔵王
ゆめタウン蔵王（ゆめタウンざおう）は、広島県福山市南蔵王町五丁目にある、株式会社イズミが運営する総合スーパー。本館と別館からなる。

## 概要
1992年に東館を増設し、ストアブランドを変更している。

## アクセス

### 自家用車
- 国道182号からすぐ
- 山陽自動車道福山東インターチェンジ

### 鉄道
- 山陽本線東福山駅より徒歩約10分

## 周辺施設
- 蔵王公園
- エディオン